# Neeffs
Neeffs was een Belgische notabele Mechels-Antwerpse adellijke familie.

## Geschiedenis
Neeffs was een bekende Mechelse familie waarvan de stamboom tot vijf eeuwen hoger opklom. 
Een van de illustere leden van de familie was Jan Neeffs (1576-1656), latinist en dichter, die augustijn werd en tweemaal provinciaal van zijn orde was.
Heel wat Mechelse en Antwerpse schilders, graveurs en tekenaars behoorden tot deze familie, die zich door de schrijfwijze van de familienaam met een dubbele f onderscheidde van de in het Mechelse eveneens talrijke familie Neefs.

## Jan Neeffs

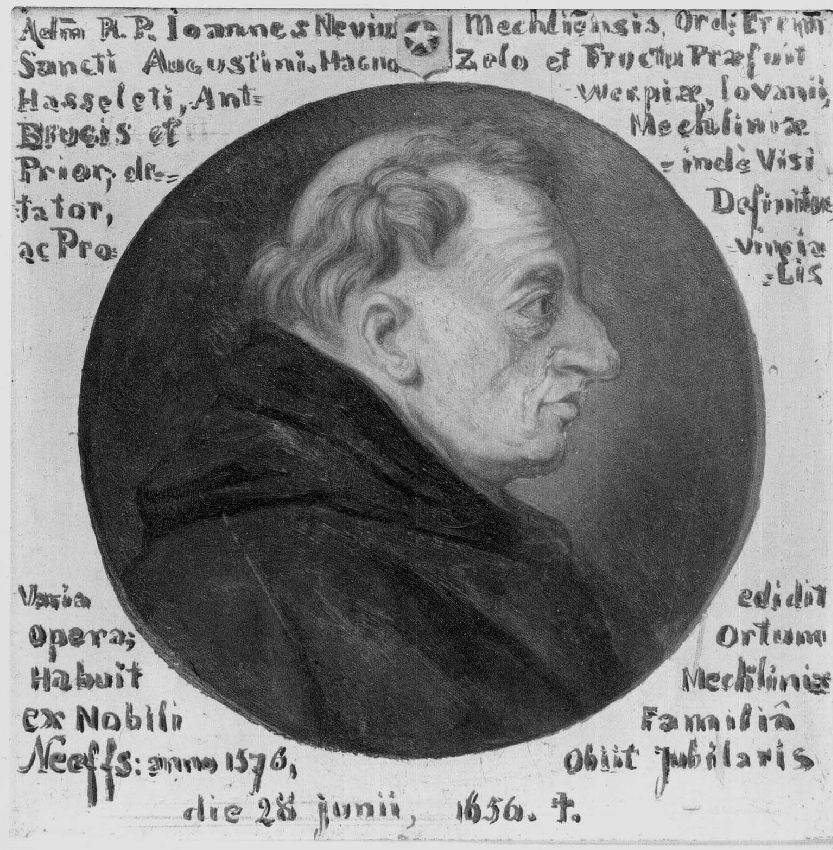
Portret van pater Ioannes Nevius, augustijn te Mechelen.

## Corneille Vincent Neeffs
Corneille Neeffs (1808-1879) was een zoon van Rombaut Neeffs, procureur bij de Grote Raad van Mechelen, voorzitter van de Commissie van Burgerlijke Godshuizen en archeoloog-historicus, en Claire van Kiel. Hij was een neef van Jean Joseph Vermylen-Neeffs (1770-1836), burgemeester van Mechelen, en een achterneef van Florentin de Brouwer de Hogendorp. Hij trouwde in 1840 in Mechelen met Eléonore du Trieu de Terdonck (1812-1878), dochter van Charles du Trieu de Terdonck. In 1857 werd hij opgenomen in de Belgische erfelijke adel. Hij was advocaat, werd kapitein bij de Burgerwacht, directeur van de Mechelse Kunstacademie, lid van de Commissie voor de gevangenissen en provincieraadslid voor Antwerpen. Zoals zijn vader was hij archeoloog-historicus.

## Emmanuel Neeffs
De naam is in 1938, wat betreft de adellijke tak van de familie Neeffs, uitgedoofd bij de dood van Gabrielle Neeffs (1866-1938), die trouwde met Gustave de Vrière, broer van Etienne de Vrière.